# Antithéisme
Ne doit pas être confondu avec Athéisme, Agnosticisme ou Apathéisme.
L’antithéisme (ou aussi anti-théisme) est une opposition active au théisme. Les racines étymologiques du mot sont grecques : anti- et theismos.
Le terme peut avoir différentes interprétations : dans un contexte séculaire, il fait référence à l’opposition directe aux religions organisées ou à la croyance en un dieu, tandis que dans un contexte théiste, il fait référence à l’opposition à un dieu ou des dieux spécifiques.
Une autre acception du terme « antithéisme », plus proche de son étymologie, pose l'opposition au théisme (mais non au déisme) c'est-à-dire la croyance en l'existence d'un Dieu personnel, créateur de l'univers mais extérieur à lui et d'une autre nature que lui. Cette acception n'exclut nullement le sens du Divin ou du sacré, mais dans une conception radicalement moniste comme celle d'un Spinoza ou d'un Einstein, ou comme celle de l'hindouisme ou du taoïsme.

## Opposition au théisme
Un antithéiste est défini comme « une personne opposée à la croyance en l’existence d’un dieu ».
Le terme semble avoir été forgé par Proudhon dans Idée générale de la Révolution, 1851, et l'idée développée dans De la Justice dans la Révolution et dans l'Eglise, 1858 (Etude VI, Le Travail, ch. V et suivants). Mais dès le Système des contradictions économiques ou Philosophie de la misère (1846), il adopte la démarche suivante : Eh bien soit. Imaginons que Dieu existe ; affirmons même son existence. Eh bien, son existence est incompatible avec l'existence de l'humanité. Par conséquent, celle-ci n'a pas d'autre choix, pour sa survie même, que de nier l'existence de Dieu, qu'il existe ou non. Un des (nombreux) arguments qui revient régulièrement sous la plume de Proudhon est que l'humanité est par nature pluraliste et évolutive. Ce qui est vrai aujourd'hui ne l'était pas forcément hier et ne le sera pas forcément demain. Ce qui est vrai en Occident ne l'est pas forcément en Asie, etc. Toute religion sans exception, car c'est dans la nature même de la religion, crée des lois éternelles et universelles. Toute religion est par nature en contradiction avec l'humanité. L'humanité, pour exister, doit nier l'existence de Dieu, non pas malgré l'hypothèse de son existence, mais à cause même de cette hypothèse.
Le concept permet une distinction entre la simple indifférence ou apathie à l’encontre du théisme, l’athéisme ou l’agnosticisme, et un rejet ou une opposition à l’encontre des croyances religieuses. Stefan Baumrin définit un antithéiste comme « une personne athée qui essayerait de convaincre les théistes qu’ils sont dans l’erreur ».
Greg Epstein (en), de l’université Harvard, définit que « si l’athéisme est une absence de croyance en un dieu, l’antithéisme est la recherche active des pires aspects de la foi en un dieu, dans le but d’en faire une représentation de cette religion. L’antithéisme cherche à blâmer et à extraire les croyants de leur religion, en mettant en avant la stupidité de leurs croyances en un ou plusieurs dieux ».
L’antithéisme est revendiqué par ceux qui considèrent le théisme comme dangereux et destructeur. Un exemple de ce point de vue figure dans l’œuvre Lettres à un jeune rebelle (2001), dans laquelle Christopher Hitchens écrit : « Je ne suis pas seulement un athée, je suis aussi antithéiste ; je n’affirme pas simplement que toutes les religions sont des versions du même mensonge, mais je maintiens que l’influence des églises, et les effets de la croyance religieuse, sont véritablement néfastes ».

## Opposition à Dieu
Une autre définition de l’antithéisme est l’opposition aux notions de sacré et de divin, au-delà des seules religions institutionnalisées. Dans ce sens, l’antithéisme va plus loin, puisqu’il consiste à combattre toutes les superstitions et autres croyances folkloriques au surnaturel, susceptibles de fournir un terreau favorable à la religion, pour promouvoir une vision scientiste et rationaliste du monde.
Le Chambers Dictionary définit ainsi l’antithéisme de trois différentes façons : « Doctrine antagoniste au théisme ; négation de l’existence d'un dieu ; opposition à Dieu ». L’« opposition à Dieu » ne signifie pas que les antithéistes croient en un Être suprême maléfique et le combattent spirituellement, mais que, pour des raisons diverses, les doctrines tant théistes que déistes seraient mauvaises pour le bon fonctionnement de la société, et donc immorales.
Des définitions plus anciennes de l’antithéisme existent, comme celle du philosophe catholique français Jacques Maritain en 1949, pour qui l’antithéisme est « un combat actif contre tout ce qui nous rappelle Dieu ». Le théologien Flint (1877) écrivait, dans son ouvrage intitulé Théories anti-théistes, que l’antithéisme représentait toute opposition à ce qu’il considérait comme le théisme, à savoir la « croyance dans les paradis et la Terre, en tout ce qui abrite la vie et la continuité du Royaume et de la Volonté de l'être suprême, incréé, omnipotent, omniscient, parfait, distinct et indépendant de ce qu'Il a créé ». Il écrivait :

« Afin de discuter de théories qui n’ont rien en commun si ce n’est leur opposition au théisme, il est nécessaire de disposer d’un terme pour les désigner. Antithéisme paraît être un mot approprié. Cela est ici bien plus compréhensif que le terme athéisme. Il s’applique à tout système qui s’oppose au théisme. Il inclut, de fait, l’athéisme… mais seulement la branche de l'athéisme qui revêt des théories antithéistes. Le polythéisme n’est pas l’athéisme, puisqu’il ne nie pas qu’il y ait une déité ; mais il peut être considéré comme antithéiste s’il nie le fait qu’il n’existe qu’un seul dieu. Le panthéisme n’est pas l’athéisme, puisqu’il admet qu’il peut y avoir un dieu ; mais il peut être considéré comme antithéisme, puisqu’il nie que Dieu puisse posséder ses attributs que sont son caractère sacré et son amour. Toute théorie qui refuse d’accepter un attribut de Dieu et de son caractère sacré est antithéiste. »

L’antithéisme se mue ici en un « antidéisme ». Il faut donc prendre garde de ne pas confondre l’aspect antireligieux avec l’aspect matérialiste.
Christopher New reprend cette utilisation du terme dans un essai publié en 1993. Dans cet article, il imagine à quoi pourraient ressembler des arguments en faveur de l’existence d’un Dieu mauvais : « Les antithéistes, comme les théistes, croiraient dans un créateur omnipotent, omniscient, et éternel ; mais alors que les théistes croiraient dans l’existence d’une entité suprême parfaitement bonne, les antithéistes envisageraient l’existence d’un dieu parfaitement mauvais ». Cette approche peut être illustrée par le satanisme spirituel, qui renverse l’ordre des camps en faisant de Lucifer le véritable porteur de Vérité ; ou bien, dans une conception strictement monothéiste, par le satanisme LaVeyen qui considère que, face à l’indifférence morbide du démiurge, l’individu ne peut s’en remettre qu’à lui-même.